# Bystrická dolina (Wielka Fatra)

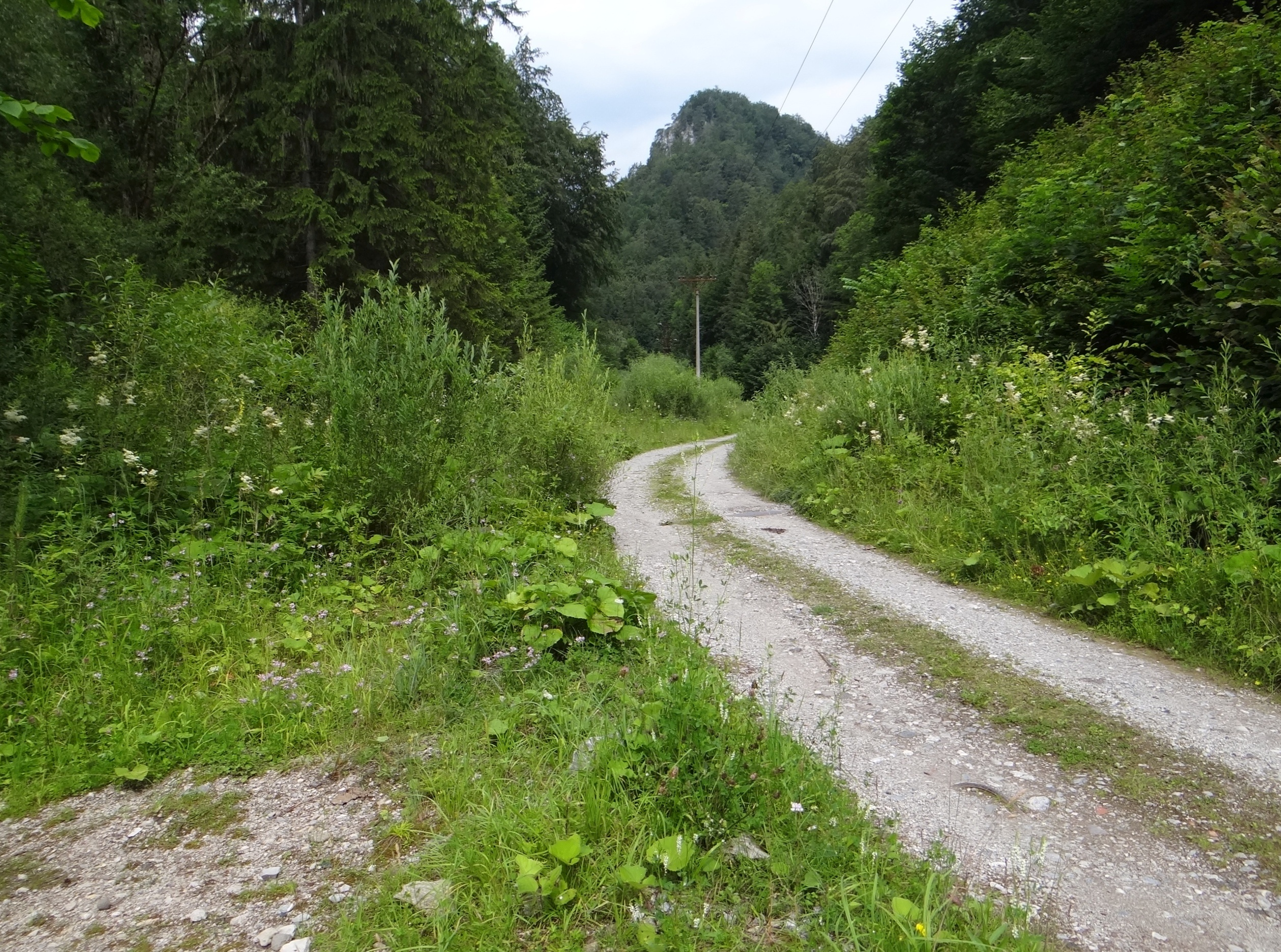
Wylot Bystrickiej doliny

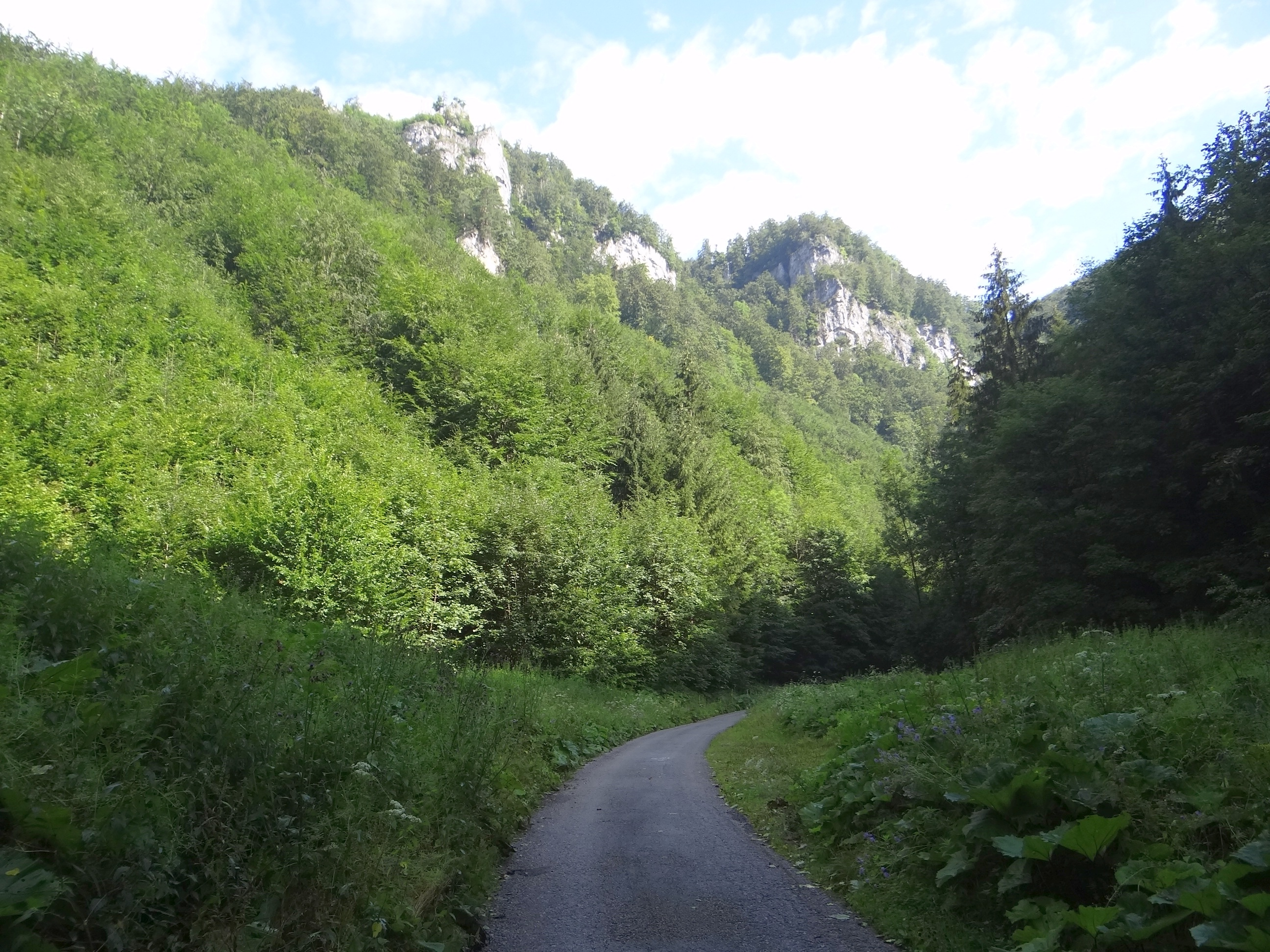
Dolna część Bystrickiej doliny

Bystrická dolina – dolina w zachodniej części Wielkiej Fatry na Słowacji. Opada spod szczytu Kráľova skala (1377 m) w kierunku południowym, niżej zakręca na południowy wschód, a potem na południowy zachód. We wsi Dolný Harmanec na wysokości około 500 m n.p.m. uchodzi do Harmaneckej doliny. Prawe zbocza Bysrickiej doliny tworzy odbiegający od szczytu Kráľova skala na południe grzbiet ze szczytami Črchľa (1207 m) i Kelnerová (1007 m). Zbocza lewe tworzy odgałęziający się od wzniesienia Malá Krížna długi grzbiet Japeň.
Bystrická dolina ma długość około 13 km i nie posiada żadnych bocznych odgałęzień. Jedynie tuż przed jej wylotem znajduje się hotel „Bystrica”, poza tym dolina jest niezamieszkana i porośnięta lasem. Jedyne trawiaste obszary będące pozostałością dawnych hal pasterskich znajdują się w szczytowych partiach grzbietu Japeňa. Dnem doliny spływa potok Bystrica (dopływ Hronu). Wzdłuż potoku prowadzi droga dojazdowa do hotelu „Kraľova studňa” położonego w pobliżu źródła Kráľova studňa na głównym grzbiecie Wielkiej Fatry. Droga ta dostępna jest tylko dla pojazdów tego hotelu i pojazdów uprawnionych służb. Poprowadzono nią także szlak turystyki rowerowej i pieszej. Obydwoma zboczami dolnej części doliny biegnie linia kolejowa nr 170 Vrútky – Bańska Bystrzyca. W prawym zboczu częściowo poprowadzono ją na powierzchni, częściowo tunelem, w lewym zboczu całkowicie tunelem. Dno doliny pokonuje wiaduktem.
Niemal cała dolina znajduje się w obrębie Parku Narodowego Wielka Fatra lub w jego otulinie. Poza granicami parku jest jedynie dolna część jej prawych zboczy.

## Szlaki turystyczne
Dolný Harmanec – Bystrická dolina – Kráľova studňa. Odległość 11,4 km, suma podejść 870 m, suma zejść 115 m, czas przejścia 3:40 h, z powrotem 3:10 h.